# Harpagoxenus
Harpagoxenus is een geslacht van mieren uit de onderfamilie van de Myrmicinae (Knoopmieren).

## Soorten
- H. canadensis Smith, M.R., 1939
- H. sublaevis (Nylander, 1849)
- H. zaisanicus Pisarski, 1963